# Carlos Silva Valente
Carlos Silva Valente (Setúbal, 1948. július 25. – 2024. június 20.) portugál nemzetközi labdarúgó-játékvezető.

## Pályafutása

### Nemzeti játékvezetés
1982-ben lett az I. Liga játékvezetője. A nemzeti játékvezetéstől 1993-ban vonult vissza. 

### Nemzetközi játékvezetés
A Portugál labdarúgó-szövetség Játékvezető Bizottsága (JB) terjesztette fel nemzetközi játékvezetőnek, a Nemzetközi Labdarúgó-szövetség (FIFA) 1984-től tartotta nyilván bírói keretében. A FIFA JB központi nyelvei közül a spanyolt beszéli. Több nemzetek közötti válogatott és klubmérkőzést vezetett, vagy működő társának partbíróként segített. A portugál nemzetközi játékvezetők rangsorában, a világbajnokság-Európa-bajnokság sorrendjében többedmagával a 33. helyet foglalja el 1 találkozó szolgálatával. Az aktív nemzetközi játékvezetéstől 1990-ben búcsúzott. Válogatott mérkőzéseinek száma: 8.

#### Labdarúgó-világbajnokság
A világbajnoki döntőhöz vezető úton Mexikóba a XIII., az 1986-os labdarúgó-világbajnokságra illetve Olaszországba a XIV., az 1990-es labdarúgó-világbajnokságra a FIFA JB bíróként alkalmazta. Világbajnokságon vezetett mérkőzéseinek száma: 3 + 7 (partbíró)

##### 1986-os labdarúgó-világbajnokság
A FIFA JB elvárásának megfelelően, ha nem vezetett, akkor valamelyik működő társának segített partbíróként. Kettő csoportmérkőzésen (az egyiken egyes számú besorolást kapott), az egyik nyolcaddöntőben, az egyik elődöntőben, majd a bronzmérkőzésen George Courtney játékvezető segítőjeként tevékenykedett.

###### Világbajnoki mérkőzés
| Időpont         | Helyszín           | Mérkőzés típusa              | Mérkőzés                   | Eredmény | Nézők száma |
| --------------- | ------------------ | ---------------------------- | -------------------------- | -------- | ----------- |
| 1986. június 9. | Estadio León, León | csoportmérkőzés (C. csoport) | Magyarország–Franciaország | 0 – 3    | 31 420      |

##### 1990-es labdarúgó-világbajnokság
Kettő csoportmérkőzésen tevékenykedett partbíróként. Egyik esetben egyes számú besorolást kapott, ami a kor előírásai szerint, a játékvezető sérülése estén ő vezette volna tovább a találkozót.

###### Selejtező mérkőzés
| Időpont         | Helyszín                      | Mérkőzés típusa           | Mérkőzés             | Eredmény | Nézők száma |
| --------------- | ----------------------------- | ------------------------- | -------------------- | -------- | ----------- |
| 1988. május 21. | Windsor Park Stadion, Belfast | előselejtező (6. csoport) | Észak-Írország–Málta | 3 – 0    | 9000        |
| 1988. május 31. | Arms Park Stadion, Cardiff    | előselejtező (4. csoport) | Wales–NSZK           | 0 – 0    | 30 000      |

###### Világbajnoki mérkőzés
| Időpont          | Helyszín                  | Mérkőzés típusa              | Mérkőzés             | Eredmény | Nézők száma |
| ---------------- | ------------------------- | ---------------------------- | -------------------- | -------- | ----------- |
| 1990. június 18. | San Paolo Stadion, Naples | csoportmérkőzés (B. csoport) | Argentína–Románia    | 1 – 1    | 52 733      |
| 1990. június 30. | Olimpiai Stadion, Róma    | egyik negyeddöntő            | Olaszország–Írország | 1 – 0    | 73 303      |

#### Labdarúgó-Európa-bajnokság
Az európai labdarúgó torna döntőjéhez vezető úton Nyugat-Németországba a VIII., az 1988-as labdarúgó-Európa-bajnokságra az UEFA JB játékvezetőként foglalkoztatta.

##### Selejtező mérkőzés
| Időpont            | Helyszín                               | Mérkőzés típusa           | Mérkőzés          | Eredmény | Nézők száma |
| ------------------ | -------------------------------------- | ------------------------- | ----------------- | -------- | ----------- |
| 1987. április 1.   | Vaszil Levszki Nemzeti Stadion, Szófia | előselejtező (7. csoport) | Bulgária–Írország | 2 – 1    | 40 000      |
| 1987. november 18. | Parc des Princes Stadion, Párizs       | előselejtező (3. csoport) | Franciaország–NDK | 0 – 1    | 16 581      |

#### Futsal világbajnokság
Hongkongban rendezték a 2., 1992-es futsal-világbajnokságot, ahol pályafutása búcsújaként kapott közreműködési lehetőséget.

#### Nemzetközi kupamérkőzések

##### UEFA-kupa
| Időpont              | Helyszín                  | Mérkőzés típusa                        | Mérkőzés                                 | Eredmény |
| -------------------- | ------------------------- | -------------------------------------- | ---------------------------------------- | -------- |
| 1990. szeptember 20. | Városi Stadion, Antwerpen | előselejtező (1. forduló; 1. mérkőzés) | Royal Antwerp FC (belga)–Ferencvárosi TC | 0 – 0    |

## Szakmai sikerek
A IFFHS (International Federation of Football History & Statistics) 1987-2011 évadokról tartott nemzetközi szavazásán 151, játékvezető besorolásával minden idők 109, legjobb bírójának rangsorolta, holtversenyben  Ahmet Çakar, Pietro D’Elia, Arturo Daudén Ibáñez, Antonio Maruffo Mendoza, Alberto Tejada Noriega, Sergio Fabián Pezzotta társaságában.